# Meryta denhamii
Meryta denhamii är en araliaväxtart som beskrevs av Berthold Carl Seemann. Meryta denhamii ingår i släktet Meryta och familjen Araliaceae. Inga underarter finns listade.

## Bildgalleri

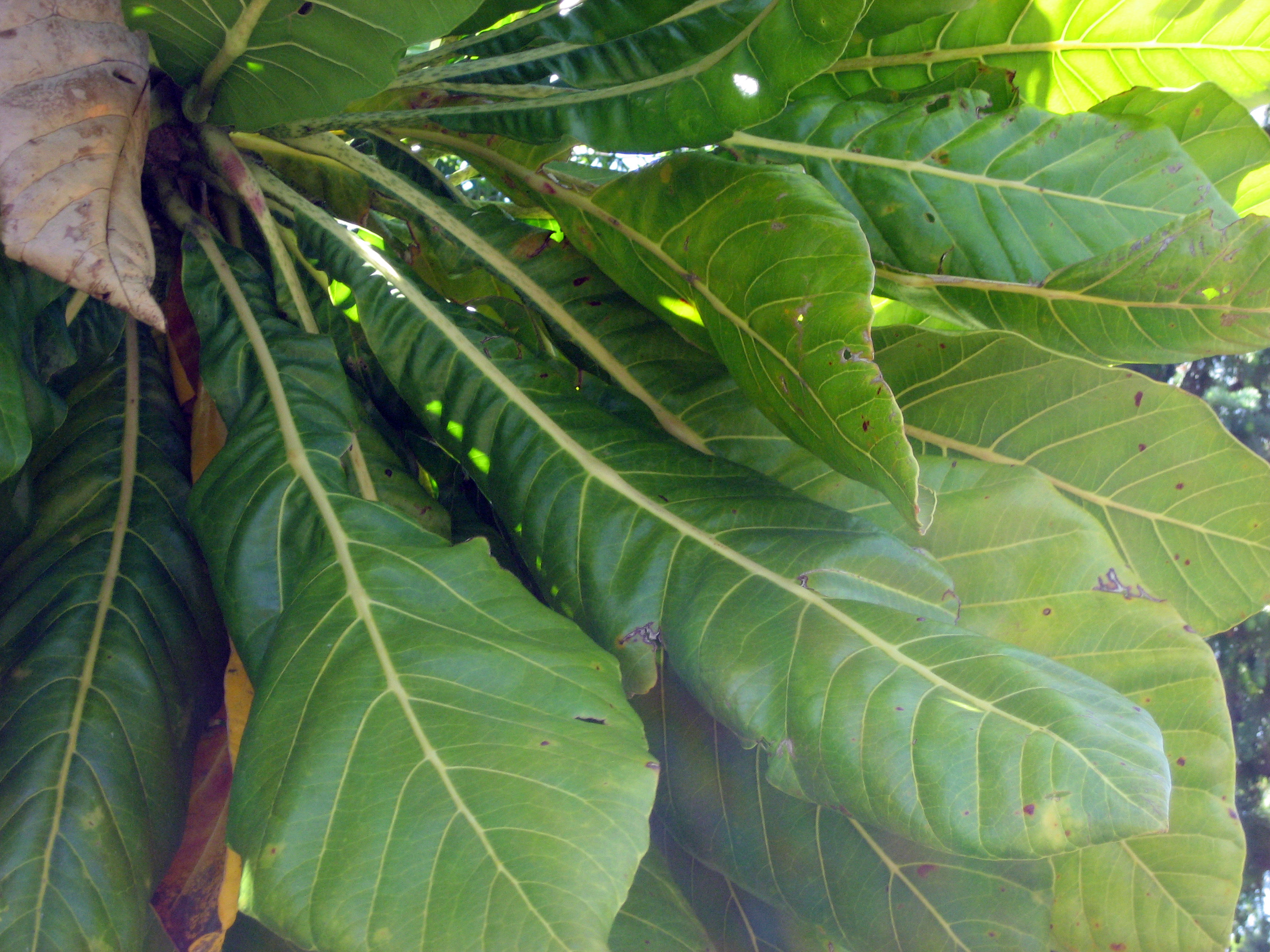
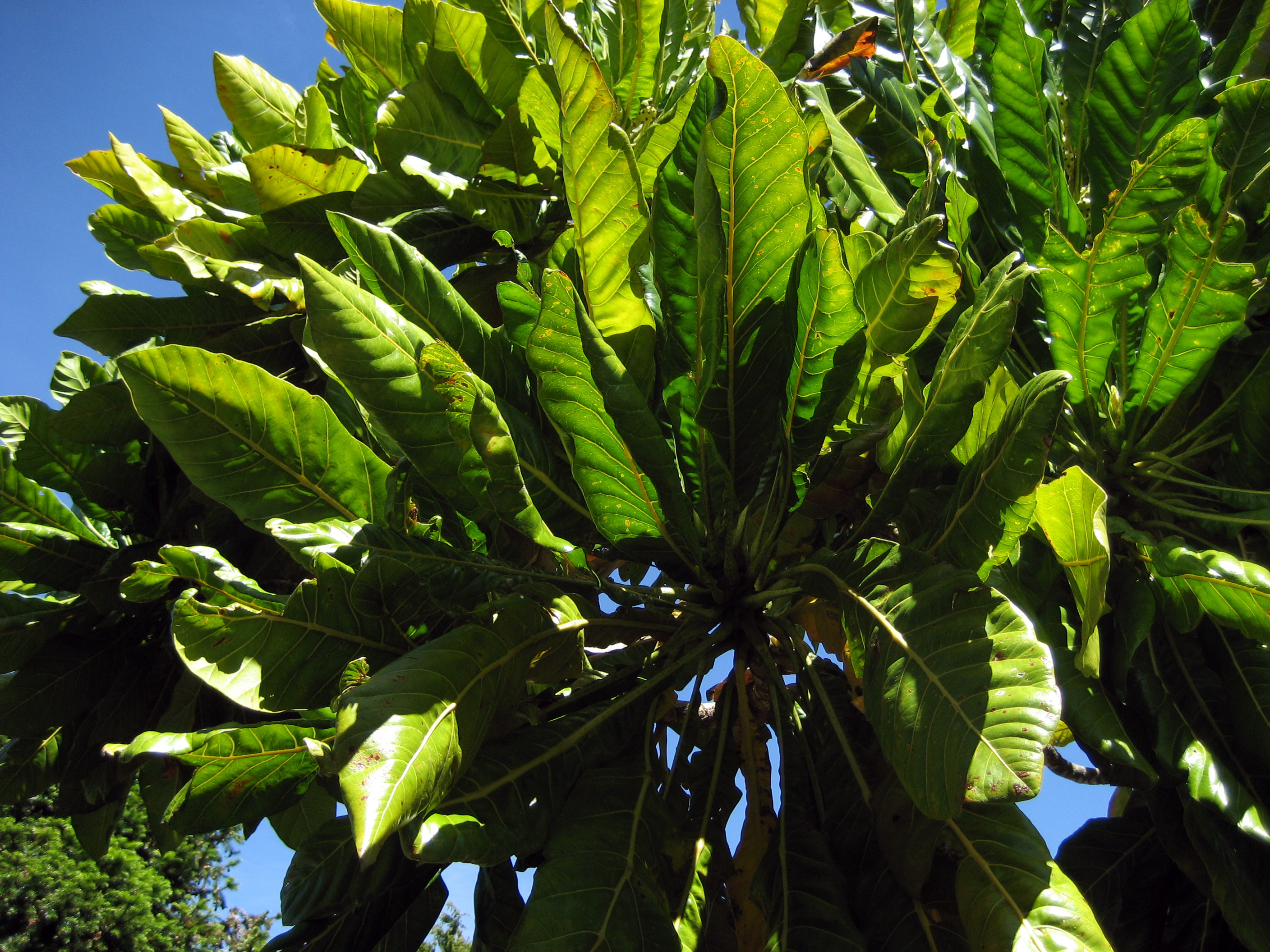
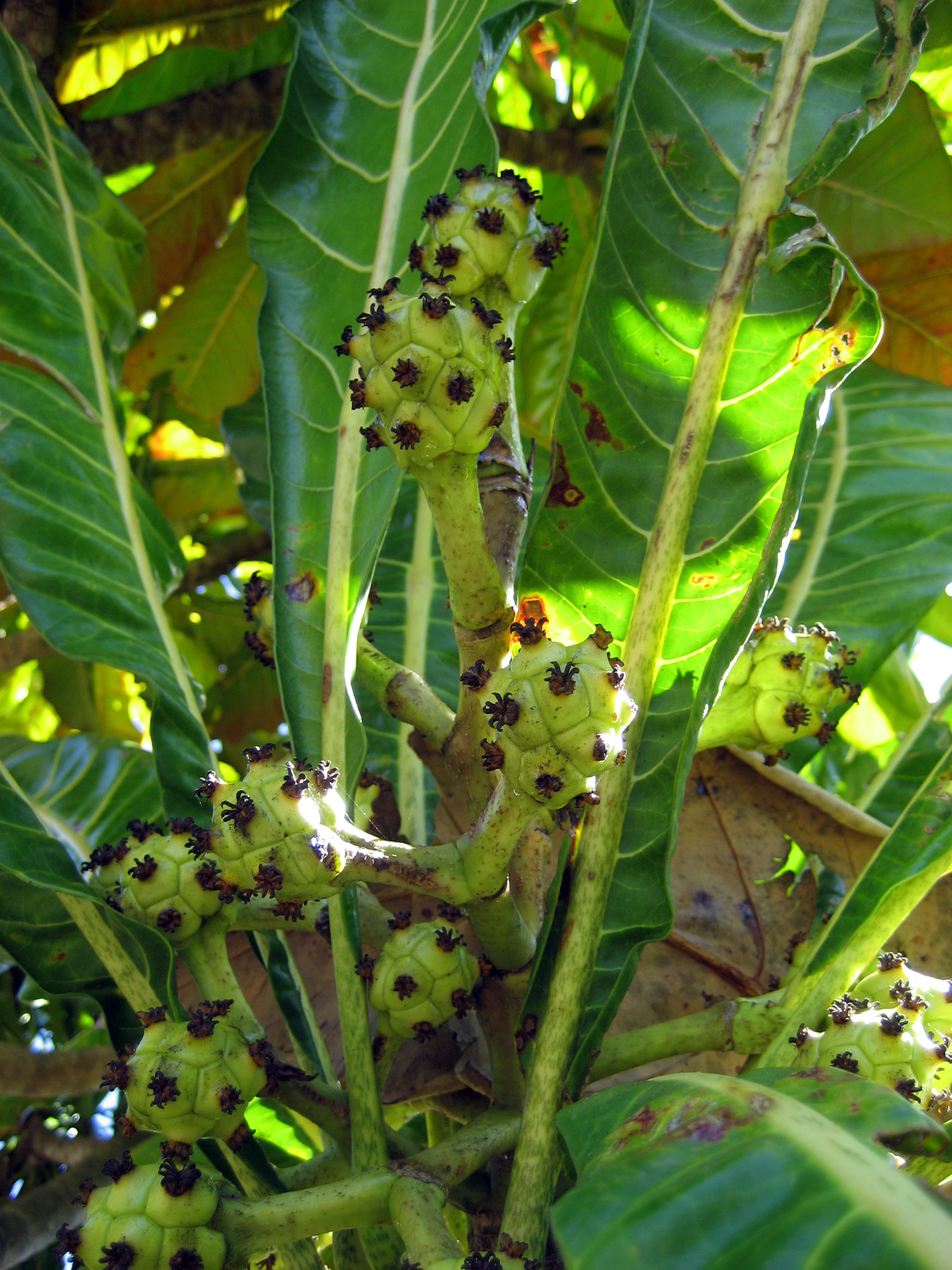
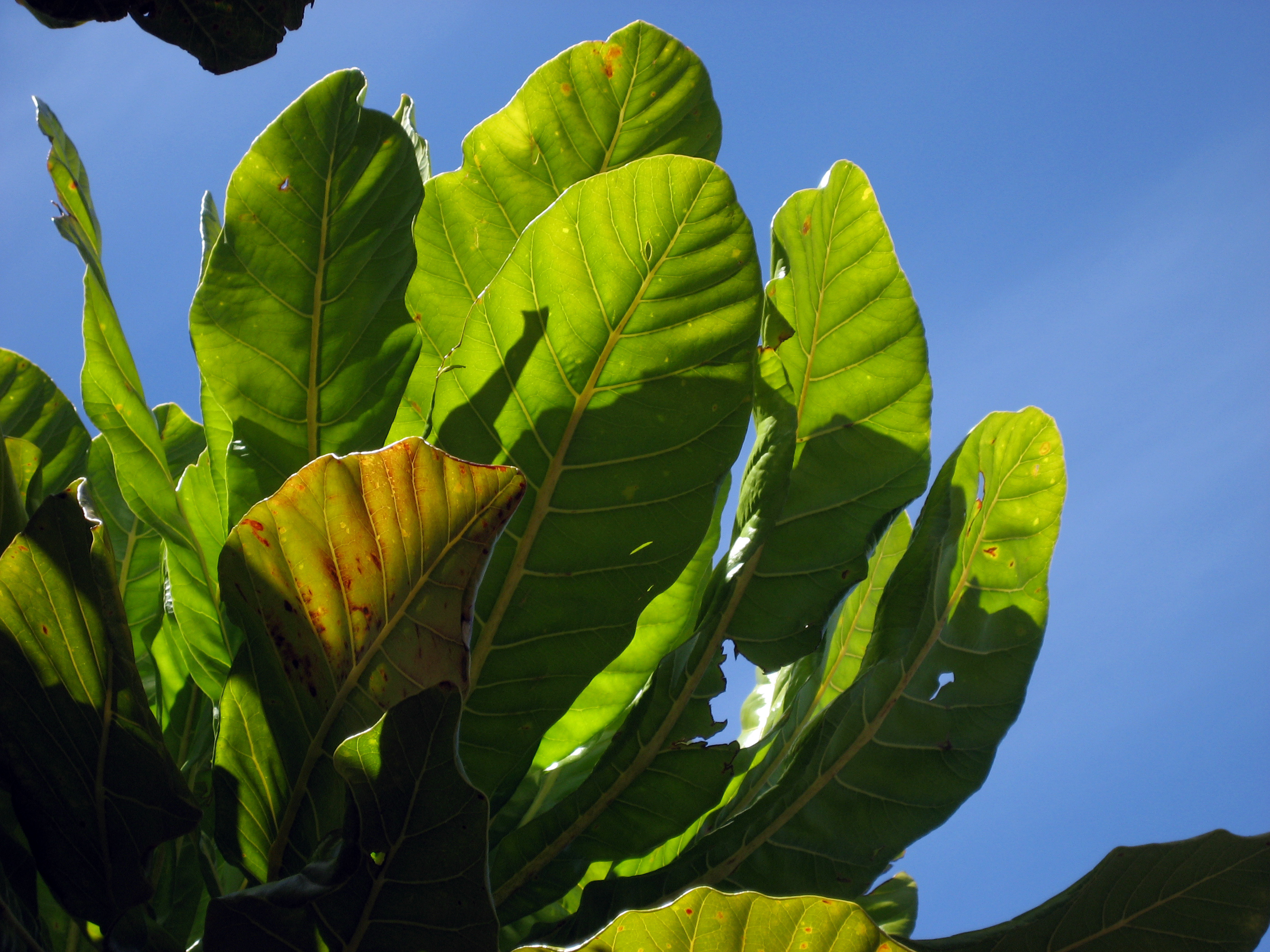
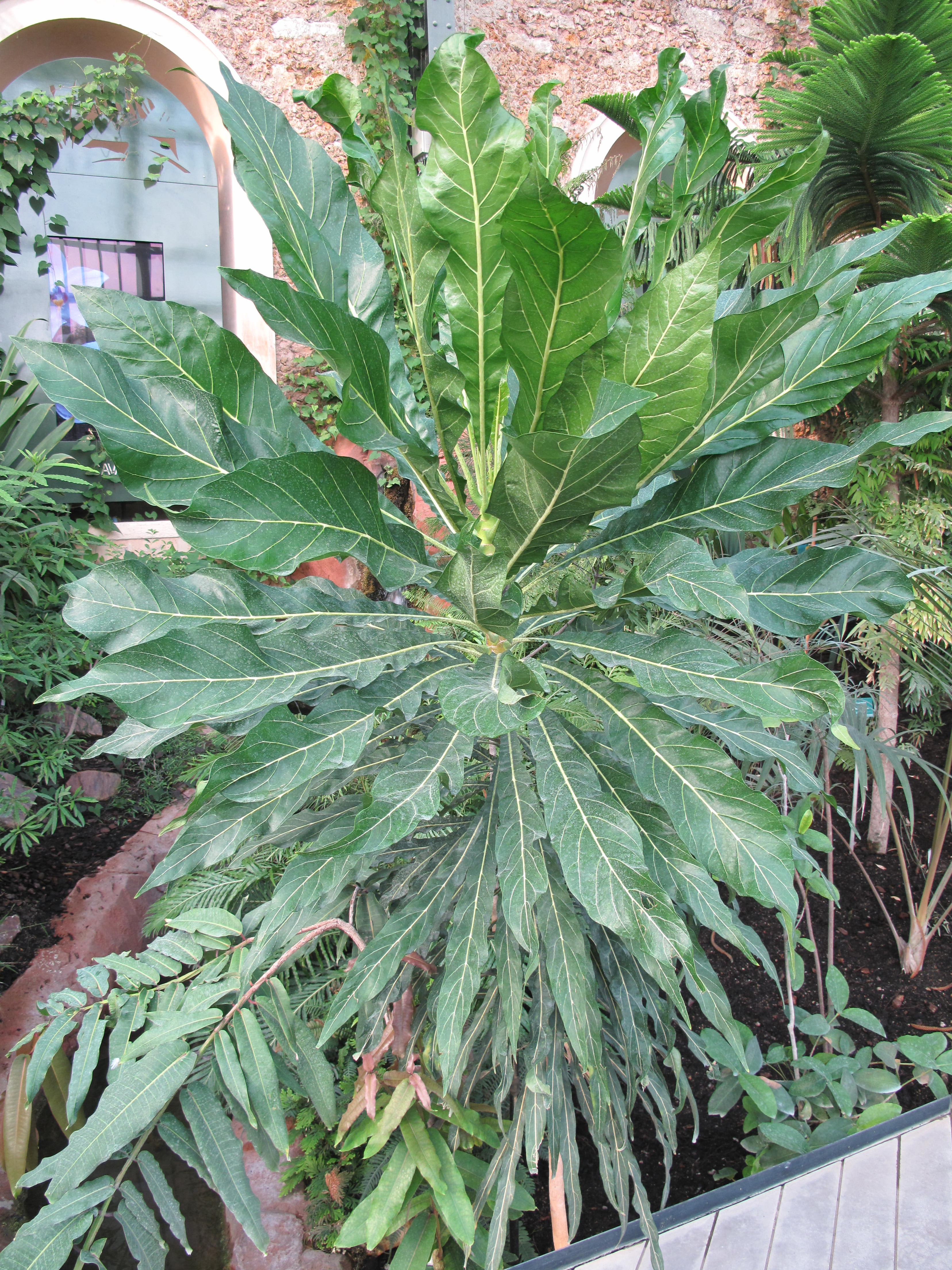
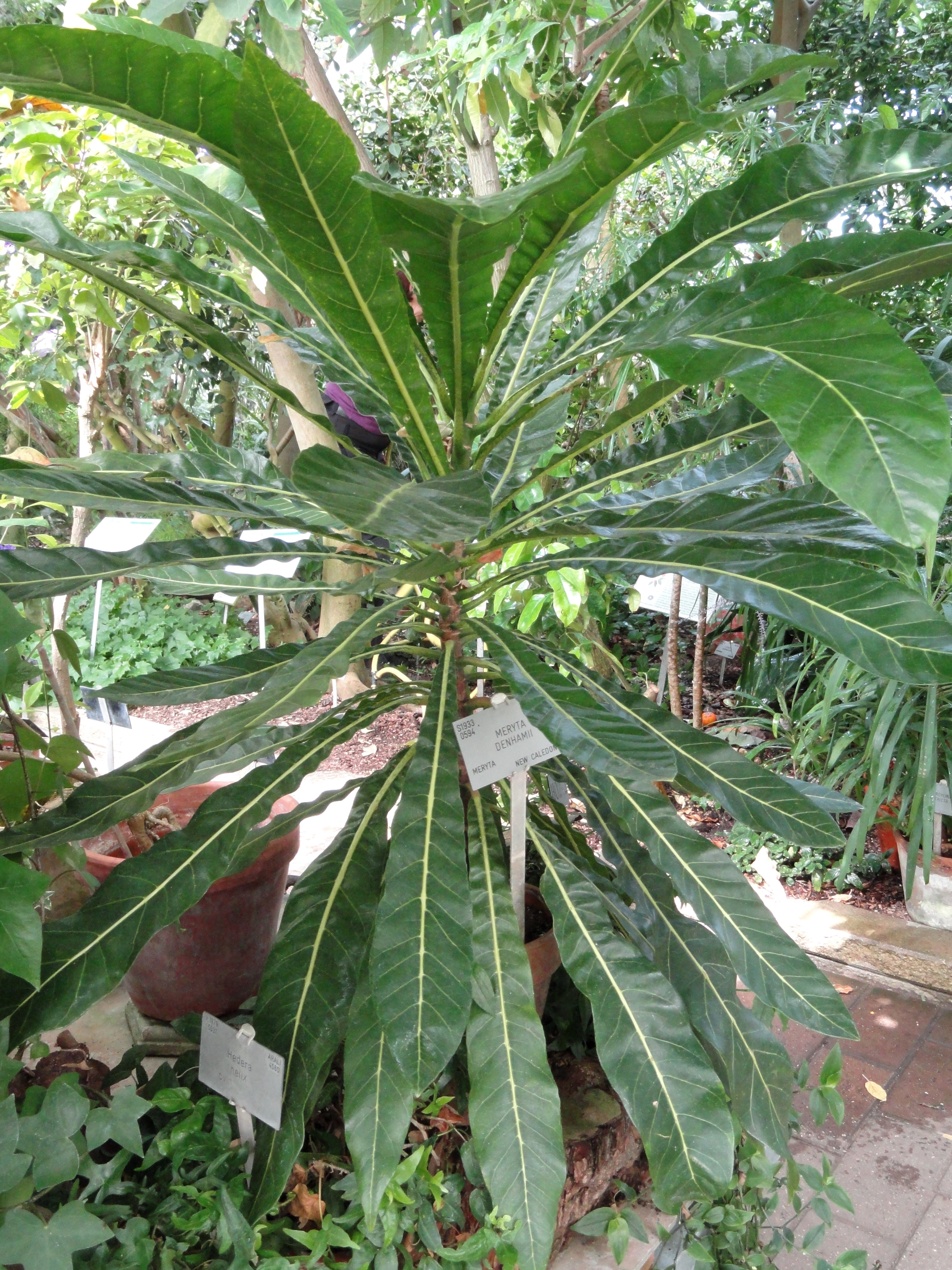